# Metazygia floresta
Metazygia floresta är en spindelart som beskrevs av Levi 1995. Metazygia floresta ingår i släktet Metazygia och familjen hjulspindlar. Inga underarter finns listade i Catalogue of Life.